# Boortmeerbeek
Boortmeerbeek ist eine belgische Gemeinde in der Region Flandern mit 13.348 Einwohnern (Stand 1. Januar 2024). Sie liegt am linken Ufer der Dijle 8 Kilometer südöstlich von Mechelen und besteht aus dem Hauptort und dem Ortsteil Hever.
Löwen liegt km südöstlich, Brüssel etwa 20 km südwestlich und Antwerpen 28 km nordwestlich. 
Die nächsten Autobahnabfahrten befinden sich bei Weerde und Mechelen an der A 1/E 19 und bei Wilsele und Löwen an der A 2.
Die Gemeinde besitzt einen Regionalbahnhof an der Bahnlinie Antwerpen-Mechelen-Löwen. 

Der Flughafen Brüssel National nahe der Hauptstadt ist ein internationaler Flughafen und der Flughafen Antwerpen ist der nächste Regionalflughafen. 

## Der XX. Konvoi
Bekannt wurde der Ort nach dem Zweiten Weltkrieg durch den Überfall auf den 20. Deportationszug nach Auschwitz, den drei junge Angehörige der Résistance aus Brüssel am 19. April 1943 verübten. Bei Boortmeerbeek stoppten sie einen Transportzug mit 1631 belgischen deportierten Juden und Roma, der vom SS-Sammellager Mechelen nach Auschwitz bestimmt war, brachen unter Beschuss der deutschen Bewacher einen mit Stacheldraht verschlossenen Wagen auf und konnten 17 Personen befreien. Weitere (insgesamt 231) Personen konnten sich mit eingeschmuggelten Werkzeugen befreien, 115 von ihnen gelang die Flucht und das Überleben unter der noch fast zwei Jahre andauernden deutschen Besatzung. Am 19. April 1943 ereignete sich zufällig auch der Aufstand im Warschauer Ghetto.